# Мужская сборная Канады по баскетболу 3×3
Мужская сборная Канады по баскетболу 3×3 представляет Канаду на международных соревнованиях по баскетболу 3×3. Управляющим органом является Федерация баскетбола Канады.
По состоянию на 16 августа 2024, мужская сборная Канады по баскетболу 3×3 занимает 19-е место в мировом рейтинге ФИБА мужских сборных по баскетболу 3×3.

## Результаты выступлений
| Турнир                           | Золото | Серебро | Бронза | Всего |
| -------------------------------- | ------ | ------- | ------ | ----- |
| Чемпионат мира по баскетболу 3×3 | —      | —       | —      | —     |
| Чемпионат Америки (3×3 AmeriCup) | —      | —       | —      | —     |
| Итого                            | —      | —       | —      | —     |

### Чемпионат мира по баскетболу 3×3
| Год         | Место          | Игры           | Победы         | Поражения      | Состав команды                                                   |
| ----------- | -------------- | -------------- | -------------- | -------------- | ---------------------------------------------------------------- |
| 2012—2017   | не участвовали | не участвовали | не участвовали | не участвовали | не участвовали                                                   |
| Bocaue 2018 | 6              | 5              | 4              | 1              | Jermaine Bucknor, Michael Lieffers, Michael Linklater, Steve Sir |
| 2019—2023   | не участвовали | не участвовали | не участвовали | не участвовали | не участвовали                                                   |

### Чемпионат Америки по баскетболу 3×3 (AmeriCup)
| Год           | Место | Игры | Победы | Поражения | Состав команды                                                            |
| ------------- | ----- | ---- | ------ | --------- | ------------------------------------------------------------------------- |
| Майами 2021   | 5     | 3    | 2      | 1         | Bikramjit Gill, Alex Johnson, Adika Peter-McNeilly, Steve Sir             |
| Майами 2022   | 6     | 3    | 2      | 1         | Bikramjit Gill, Jordan Jensen-Whyte, Alex Johnson, Dele Ogundokun         |
| Сан-Хуан 2023 | 7     | 3    | 1      | 2         | Bikramjit Gill, Alex Johnson, Dele Ogundokun, Chad Ryan William Posthumus |